# 信濃荒井站
信濃荒井站（日语：／ Shinano-arai eki */?）是位於長野縣松本市大字島立，屬於Alpico交通的上高地線車站。車站編號為AK-04。此站是上高地線內唯一站名冠上舊國名「信濃」的車站。

## 歷史
- 1921年（大正10年）10月2日 - 筑摩鐵道車站啟用[1]。
- 1922年（大正11年）10月31日 - 公司名稱改為筑摩電氣鐵道。
- 1932年（昭和7年）12月2日 - 公司名稱改為松本電氣鐵道。
- 1993年（平成5年）6月 - 車站大樓重建[2]。
- 2011年（平成23年）4月1日 - 公司名稱改為Alpico交通。

## 車站構造
此站設有1面2線島式月台的地面車站及無人車站。此站可進行列車交會，實際上只於早上繁忙時間設有列車交會班次。站內設有沒有遮斷機的站內平交道，平交道設有電鈴，並於2011年2月翻新。此站設有藍色的候車室，該處在有人車站時期便已存在。而候車室旁設有簡易單車停泊場。

### 月台
| 月台 | 路線      | 上下行 | 方向                   |
| ---- | --------- | ------ | ---------------------- |
| 1    | ■上高地線 | 下行   | 新村、波田、新島島方向 |
| 2    | ■上高地線 | 上行   | 松本方向               |

## 使用狀況
根據「松本市統計書」，以下為1日平均乘車人次列表：
| 乘車人次變化 | 乘車人次變化 |
| 年度         | 1日平均人次  |
| ------------ | ------------ |
| 2009         | 33           |
| 2010         | 27           |
| 2011         | 27           |
| 2012         | 30           |
| 2013         | 30           |
| 2014         | 33           |
| 2015         | 33           |
| 2016         | 36           |
| 2017         | 47           |

## 車站周邊
- 奈良井川（日语：奈良井川）
  - 上高地線越過河流之一。橋樑與西松本站西邊的田川、薄川鐵橋一同在大正時代建造，隨著橋樑老化，成為了鐵路線存在的危機。
- 飯田醫院
- 國道158號（野麥街道）
- 收費老人之家「親睦」荒井莊

## 巴士路線
- 松本電鐵巴士（日语：松本電鉄バス）
  - 周遊路線西路線(周遊西線、前往松本站)：飯田醫院前
  - 前往巴士站需要越過平交道，然後於路口左轉便可到達，步程3～6分鐘。

## 相鄰車站
Alpico交通
上高地線
渚（AK-03）－信濃荒井（AK-04）－大庭（AK-05）

## 注腳
1. 1 2 3 4 5 6  信濃毎日新聞社出版部. . 信濃毎日新聞社. 2011-07-24: 308. ISBN 9784784071647 （日语）.
2. ↑  松本電氣鐵道株式會社社史編集委員会《曙光－80年の歩み》松本電氣鐵道株式會社，2000年3月，196頁